# Vivi (jezero)
Vivi (rus. о́зеро Ви́ви) je jezero na rijeci Vivi na jugozapadnom dijelu visoravni Putorani u Rusiji.  Jezero se nalazi u Sibiru, administrativno pripada Evenkijskom rajonu i Krasnojarskom kraju. To je tipična riječno jezero, dugo je 86 km, širina ne prelazi 5 km, a površina jezera je 229 km².
Jezero ima izduženi oblik, a obale su obrasle šumom ariša. Jezero Vivi još uvijek je slabo istraženo. Na primjer njegova maksimalna dubina je nepoznata, procjenjuje se da bi mogla biti u rasponu od 80-200 m. 
Područje Sibira je rijetko naseljeno, takav je slučaj i s jezerom na čijim oblama nema stalnih naselja. Jezero je poznato kao zemljopisno središte Rusije. Centar je obilježen spomenikom visokim 7 metara, koji je podignut u kolovozu 1992. U blizini je još veći križ posvećen Svetom Sergeju Radonežskom.

## Vanjske poveznice
- Zemljopisno središte Rusije